# Podróż apostolska Jana Pawła II do Senegalu, Gambii i Gwinei
Podróż apostolska Jana Pawła II do Senegalu, Gambii i Gwinei – pielgrzymka papieża Jana Pawła II do Senegalu, Gambii i Gwinei, która odbyła się w dniach 19–26 lutego 1992. Była to 54. zagraniczna podróż Jana Pawła II i jedyna do każdego z tych państw.
Celem wizyty było umocnienie Kościoła katolickiego, w krajach, w których katolicy stanowią znaczną mniejszość. Papież przyjechał kontynuować dialog ze stanowiącymi większość w tych krajach wspólnotami muzułmańskimi. Przyjechał również z apelem o pokój (trwała wówczas wojna w sąsiedniej Liberii, w południowej części Senegalu – Casamance – działał silny ruch separatystyczny) oraz o pomoc humanitarną dla regionu. Ważnym celem było również przeproszenie w imieniu chrześcijan za handel niewolnikami.

## Przebieg pielgrzymki
Papież przyleciał do Dakaru 19 lutego. Podczas pobytu w Senegalu odwiedził Ziguinchor, gdzie jeszcze rok wcześniej trwały walki separatystów z siłami rządowymi, oraz odbył wizytę na wyspie Gorée, uważanej przez niektórych za centralny punkt handlu niewolnikami w Afryce do XIX w. W tym ostatnim miejscu Jan Paweł II mówił "Z tego afrykańskiego sanktuarium czarnego bólu błagamy niebo o przebaczenie". Z Senegalu papież udał się 23 lutego do Bandżulu, stolicy Gambii. Głównym tematem krótkiej wizyty była ewangelizacja. Następnego dnia przyleciał do Konakry w Gwinei, gdzie najbardziej podkreślał wątek pojednania. W każdym z krajów papież spotkał się z przywódcami religijnymi muzułmanów oraz z młodzieżą. Punktem centralnym każdego dnia pielgrzymki były sprawowane przez niego msze.